# Francis Sheehy-Skeffington

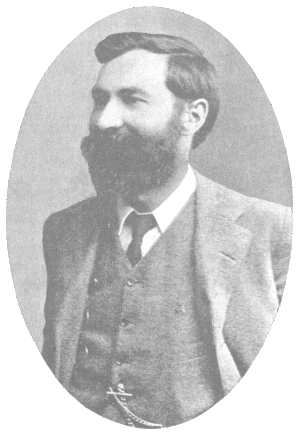
Francis Sheehy Skeffington rond 1915

Francis Joseph Christopher Sheehy Skeffington (Bailieborough (County Cavan), 23 december 1878 – Dublin, 26 april 1916) was een Iers schrijver, esperantist, suffragette en pacifist, die zonder proces werd geëxecuteerd tijdens de Paasopstand van 1916.

## Jeugd
Francis Skeffington was het enige kind van Rose Magorian (1829–1909) en Joseph Bartholomew Skeffington (1847–1919). Zijn vader was een geleerde en docent, die in County Down werkte als onderwijsinspecteur. Zijn moeder was een boerendochter uit Ballykinlar (County Down), waar Francis Skeffingtons ouders in 1869 in het huwelijk getreden waren. Het gezin was Rooms-katholiek. Francis Skeffington groeide op in het destijds overwegend protestante en pro-Britse Downpatrick.
Tot hij in 1896 aan University College Dublin ging studeren, genoot Skeffington onderwijs van zijn strikte, neerbuigende en tyrannieke vader. Francis Skeffington baseerde sinds zijn elfde zijn ideeën en mening vooral op Review of Reviews van William Thomas Stead, onder meer aangaande het feminisme.
Tijdens zijn studie trok hij vooral op met James Joyce en Thomas Kettle, de latere dichter, essayist en politicus en zijn toekomstige zwager. Zij noemden hem Frank of Skeffy; Skeffington was klein van stuk. Hij had een opvallend voorkomen, mede door zijn nauwelijks getrimde baard en markante kleding  – in navolging van George Bernard Shaw droeg hij knickerbockers met kniekousen en een grof grijs tweed pak. Daarbij profileerde hij zich met een uitgesproken mening en activisme. Joyce heeft zijn romanpersonage McCann in hoofdstuk 5 van A Portrait of the Artist as a Young Man gebaseerd op Frank Skeffington. Skeffington studeerde moderne talen, behaalde zijn bachelor in 1900 en studeerde in 1902 af met een master. In zijn studententijd was hij lid van van het genootschap de Literary and Historical Society van University College Dublin, waar zijn mede-studenten hem leerden kennen als een intelligent en fel debater.
Na zijn studie gaf Skeffington aanvankelijk les aan St Kieran's College in Kilkenny, waar hij een vriendschap met zijn collega Thomas MacDonagh aan overhield. In 1902 werd hij registrar aan University College Dublin. In juni 1903 huwde hij Hanna Sheehy, een docent, feminist en suffragette die hij had ontmoet via James Joyce. Hanna en Francis besloten zich uit gelijkheidsprincipe beide voortaan Sheehy Skeffington te gaan noemen.

## Politiek en activisme

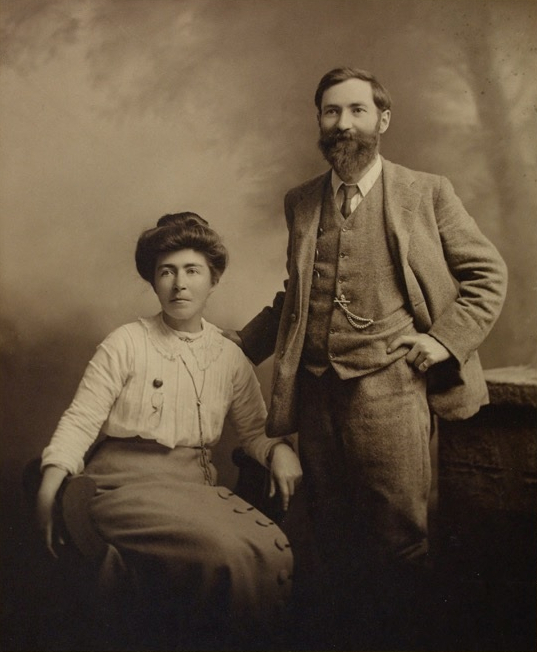
Hanna en Frank Sheehy Skeffington rond 1900

Het echtpaar Sheehy Skeffington maakte zich sterk voor vrouwenkiesrecht en belandde hierdoor herhaaldelijk in de gevangenis. Beide echtelieden waren lid van de Irish Women's Suffrage and Local Government Association en in 1908 behoorden zij tot de oprichters van de Irish Women's Franchise League (IWFL).
In 1909 werd Francis Sheehy Skeffington lid van de Socialist Party of Ireland, omdat hij meende daarmee een bijdrage te kunnen leveren aan het verbeteren van de wereld, met name door middel van politieke en economische zelfstandigheid voor vrouwen en met de bevrijding van Ierland van Brits bewind. Partijleider Connolly en Sheehy Skeffington werden goede vrienden, met dezelfde doelen op het gebied van socialisme en feminisme. Beide ageerden tegen de oorlog. Alleen een gewapende opstand, zoals Connolly voorbereidde, stuitte Sheehy Skeffington tegen de borst. In mei van dat jaar was zijn zoon Owen geboren.
Francis Sheehy Skeffington had zijn baan als registrar in 1904 moeten opzeggen, nadat hij had meegeschreven aan petities over het recht voor vrouwen zich aan de universiteit te mogen inschrijven. Intussen was hij correspondent geweest voor de  Manchester Guardian, L'Humanité en de Daily Herald en schreef hij artikelen voor Freeman's Journal. Bovendien had hij onder het pseudoniem Christopher Francis een slecht verkopende historische roman uitgegeven (In dark and evil days). Doordat de IWFL in de Ierse pers regelmatig werd aangevallen op het standpunt dat een nieuwe Home Rule zich ook hard moest maken voor vrouwenrechten, besloot Francis Sheehy Skeffington tot het oprichten van een krant met een tegengeluid. Dat werd The Irish Citizen, waarvan de eerste editie op 25 mei 1912 van de persen rolde, met als motto: ‘gelijke rechte voor mannen en vrouwen’. Het hoofdredacteurschap slokte sindsdien het gros van zijn tijd op.
In die tijd is Sheehy Skeffington ook betrokken geweest bij de oprichting van de Irish Citizen Army, maar zegde zijn lidmaatschap in 1914 op ten gevolge van de toenemende militarisering van deze oorspronkelijke verdedigers van arbeiders en vanwege hun banden met de Irish Volunteers. Via open brieven in kranten en in vergaderingen van diverse gremia discussieerde hij ook veelvuldig over pacifisme en het toekennen van meer rechten aan vrouwen met zijn vriend Tom MacDonagh, inmiddels een vooraanstaand lid van de Volunteers en toegetreden tot de Irish Republican Brotherhood.

## Eerste Wereldoorlog
Als pacifist was Sheehy Skeffington fel gekant tegen deelname aan de Eerste Wereldoorlog. Oorlog beschouwde hij als “een van de sociale kwaden […] die voortkomen uit veronachtzaming van de zienswijze van vrouwen en gebaseerd [zijn] op een eenzijdige, arrogant mannelijke theorie over de samenleving”, zoals hij in de The Irish Citizen poneerde.
Op zondagen ging hij in Dublin naar Beresford Place en spoorde de mannen daar aan geen dienst te nemen in het Britse leger. Op 29 mei 1915 werd hij hiervoor gearresteerd en gevangengezet in Mountjoy prison. Na het aanhoren van zijn veroordeling tot zes maanden zware arbeid plus nog eens zes indien hij zijn borg niet zou betalen, gaf hij aan in hongerstaking te gaan. Een week later is hij vrijgelaten. Om een nieuwe arrestatie te voorkomen reisde hij via Engeland naar de Verenigde Staten.

## Paasopstand
Op de tweede dag van de Paasopstand, 25 april 1916, probeerde Sheehy Skeffington vrijwilligers voor een burgerwacht te werven om verdere plunderingen tegen te gaan. Hij toonde enorme moed door een gewonde Britse officier te redden die onder vuur lag. Toen Francis Sheehy Skeffington ‘s avonds over Portobello Bridge naar huis liep, werd hij gearresteerd en vastgezet in de Portobello Barracks, Rathmines, Dublin. De instabiele, dienstdoend officier van de Royal Irish Rifles kapitein J.C. Bowen-Colthurst nam hem mee als gijzelaar tijdens een inval bij een sigarenhandelaar.
Tegen tien uur de volgende ochtend werd Sheehy Skeffington door Bowen-Colthurst uit zijn cel gehaald. Samen met twee gedetineerde pro-Britse journalisten is hij naar de binnenplaats gebracht en in opdracht van Bowen-Colthurst standrechtelijk geëxecuteerd.
Vervolgens doorzocht Bowen-Colthurst het huis van de Sheehy Skeffingtons op zoek naar voor hemzelf ontlastend materiaal. Hanna Sheehy Skeffington werd niet op de hoogte gebracht van de dood van haar man en het militair gezag gaf haar pas na twee dagen enige informatie. Na herhaalde verzoeken gericht aan de Britse autoriteiten moest Bowen-Colthurst zich op 6 en 7 juni voor een krijgsraad verantwoorden. Hij werd schuldig bevonden, maar tevens krankzinnig (ontoerekeningsvatbaar) verklaard ten tijde van de moorden. Hij werd verplicht opgenomen in een psychiatrische inrichting in Broadmoor (Engeland). Na 20 maanden is hij vrijgelaten en emigreerde hij naar Vancouver, Canada, waar hij een militair pensioen genoot.
Op 8 mei 1916 was het lichaam van Francis Sheehy Skeffington herbegraven op Glasnevin Cemetery in Dublin. Nadien bleef Hanna Sheehy Skeffington aandringen op een openbaar onderzoek. Een op 17 augustus samengestelde commissie (Royal commission) rapporteerde op 29 september elk aspect in casu.
- Gemeinsame Normdatei: 1157539254
- International Standard Name Identifier: 0000 0000 8125 9700
- Library of Congress Control Number: n82163194
- Nationale Bibliotheek van Israël: 987007268039005171
- Nederlandse Thesaurus van Auteursnamen: 32396091X
- SNAC: w67d517k
- Système universitaire de documentation: 10187975X
- Virtual International Authority File: 47134722
- WorldCat: E39PBJmhVvtVRtBTMRBkWJxVYP